# Johannes Swedborg

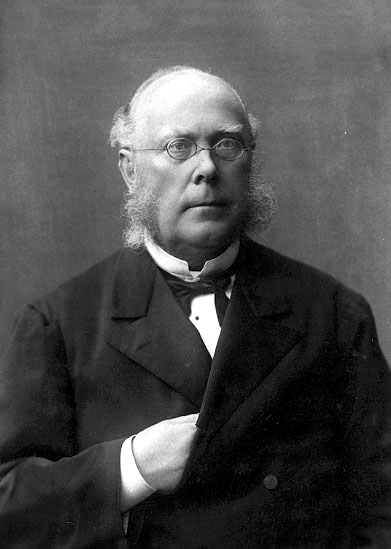
Lektor Johannes Swedborg fotograferad av Vänersborgsfotografen Olle Presto.

Johannes Swedborg, född den 5 juli 1824 i stadshemmanet Sweaborg, Skara stadsförsamling, Skaraborgs län, död den 16 juni 1888 i Vänersborgs församling, Älvsborgs län, var en svensk klassisk språkman, läroverkslärare och tidningsutgivare.

## Barndom och studier
Swedborg (vars namn i samtida källor ibland även stavas Svedborg) var son till torparen Anders Persson och dennes hustru Kerstin Persdotter. Han växte upp i ett fattigt hem där fadern dock skall ha haft "en för sina villkor icke ringa bildning". Också sonen visade studiebegåvning och lyckades, efter att en tid redan ha varit ute i arbetslivet, komma in i Skara skola. Studierna finansierade han med att parallellt själv arbeta som privatlärare. 
23 år gammal avlade Swedborg 1847 studentexamen vid Uppsala universitet och studerade därefter under en lång följd av år vid detta lärosäte. Han avlade filosofie kandidatexamen 1856 och disputerade för magistergraden 1857 på avhandlingen De diis Romanorum penatibus quaestiones. Tre år senare framlade han ytterligare en avhandling, De Claudii Claudiani quod de raptu Proserpinae inscribitur carmine epico quaestiones, och utnämndes till docent i latin vid universitetet.
Under sin Uppsalatid var Swedborg aktiv i studentlivet. I Västgöta nation var han sexmästare och bibliotekarie samt involverad i författandet av spex. Vidare invaldes Swedborg 1854 i det studentikosa ordenssällskapet Samfundet SHT, där han snabbt avancerade i graderna. 1859 efterträdde han samfundets återupplivare Carl Magnus Appelberg som dess stormästare, en post han dock lämnade redan året därpå för att i stället bli styrande mästare i dess moderloge i Uppsala. Även detta uppdrag innehade Swedborg dock i endast ett år eftersom han från 1862 av yrkesmässiga skäl lämnade Uppsala.

## Yrkeskarriär och andra engagemang i Vänersborg
Från Uppsala flyttade Swedborg till Vänersborg. Han hade där fått en tjänst som lektor i latin, grekiska, historia och geografi vid stadens högre läroverk och skulle förbli på denna post under återstoden av sitt yrkesliv. Vid hans död beskrev skolans rektor Thiodolf Bergman Swedborg som en man vars "mångsidiga bildning" förenades med "den samvetsgrannaste pligttrohet, den mest exemplariska ordentlighet vid fullgörandet af alla åligganden". 
Parallellt med sin lärartjänst hade Swedborg många andra uppdrag. Redan samma år som han anlänt till Vänersborg invaldes han i stadens första stadsfullmäktige. Där satt han i och för sig endast en mandatperiod men fortsatte att ha andra kommunala förtroendeuppdrag. Bland annat var han under många år revisor för stadens flickskola och ingick under såväl 1860- som 1880-talet i kommunalt tillsatta kommittéer med uppdrag att utreda lokal- och nybyggnadsbehov för såväl denna flickskola som för läroverket. Han hade vidare från 1878 ett statligt uppdrag som lokalt tryckfrihetsombud. Inom föreningslivet engagerade han sig i den lokala logen av Par Bricole och var året före sin död dess "styrande mästare".
År 1866 gav sig Swedborg även in på en karriär som tidningsutgivare och lanserade den liberalt inriktade tidningen Wenersborgs-Posten, för vilken han själv var redaktör och troligen även huvudsaklig medarbetare. Tidningen, vilken utgavs två dagar i veckan, utkom till och med slutet av 1872. Den torde ha medfört stora ekonomiska problem för Swedborg vilken gick i personlig konkurs under perioden tidningsprojektet pågick.
Ytterligare ett redaktörskap kom Swedborg att utöva inom ramen för sin post som sekreterare i Norra hushållningssällskapet i Älvsborgs län, för vars tidning han var redaktör från 1879. 
Swedberg var gift med Sofia Amalia Ramstedt (född 1836 i Strängnäs, död 1919) med vilken han fick sönerna Anders (1863-1889), Herman (1865-1926; häradshövding) och Ernst (1867-1934; försäkringstjänsteman).